# علي أباد جديد (مقاطعة دلفان)
علي أباد جديد (بالفارسية: علی‌آباد جدید) هي مستوطنة تقع في قسم نورعلي الريفي (مقاطعة دلفان) في إيران. يقدر عدد سكانها بـ 20 نسمة .